# Gieysztoria
Gieysztoria es un género de platelmintos perteneciente a la familia Dalyelliidae. Sus integrantes tienen distribución cosmopolita, y se los encuentra en ambientes acuáticos marinos, de agua dulce y salobres.
El género fue descrito por primera vez por Ruebush y Hayes en 1939. Inicialmente, Ruebush y Hayes describieron a este taxón como un subgénero del género Dalyella.
Especies descriptas:
- Gieysztoria expedita (Hofsten, 1907) Ruebush & Hayes, 1939
- Gieysztoria knipovici (Beklemischev, 1953) Luther, 1955
- Gieysztoria maritima Luther, 1955
- Gieysztoria reggae Therriault & Kolasa, 1999
- Gieysztoria subsalsa Luther, 1955